# Short Program
Short program (ショート プログラム?, Shōto puroguramu) è un manga di Mitsuru Adachi che raccoglie varie storie brevi pubblicate in Giappone nell'arco di oltre vent'anni. I temi trattati variano da commedie scolastiche a sfondo sentimentali a storie più drammatiche, ad altre ancora più intimiste o ancora dal taglio apparentemente più infantile. La diversità delle storie è dovuta anche al fatto che esse furono originariamente scritte per magazine dai differenti target. I racconti sono stati pubblicati in quattro volumi, usciti nel 1988, 1996, 2007 e 2009 (l'ultimo col nome Girl's type e contenente shōjo).
In Italia, la Star Comics ha pubblicato i primi due volumi nel 2001, mensilmente, tra marzo e giugno, spezzando la pubblicazione in quattro volumi di ridotte dimensioni. Nel 2008 ha pubblicato anche il terzo volume, insieme ad una riproposizione in due volumi dei quattro già editi, identici all'edizione giapponese.

## Lista dei racconti

### Short program 1
| Nº Ja | Nº It | Titolo italiano Giapponese 「Kanji」 - Rōmaji | Data di prima pubblicazione       | Data di prima pubblicazione                   |
| Nº Ja | Nº It | Titolo italiano Giapponese 「Kanji」 - Rōmaji | Giapponese                        | Italiano                                      |
| 1     | 1-2   | Short program 1 (Short program 1 - Short program 2) 「ショート・プログラム: あだち充傑作短編作品集」 - Shoto puroguramu : adachi mitsuru kessaku tanpen sakuhinshu | novembre 1988 ISBN 978-4091218810 | 1º febbraio 2001 1º marzo 2001 26 agosto 2008 |
| 1     | 1-2   | Capitoli - 1. Il rincontro (近況?, Kinkyō) — Pubblicata per la prima volta nel gennaio 1987 su Shōnen Big Comic. Shōnen. - 2. Davanti al semaforo (交差点前?, Kōsaten mae) — Pubblicata per la prima volta nell'aprile 1986 su Shōnen Big Comic. Shōnen. - 3. Short Program (ショート・プログラム?, Shōto puroguramu) — Pubblicata per la prima volta nel marzo 1987 su Weekly Young Sunday. Seinen. - 4. Take off (テイク・オフ?, Teiku ofu) — Pubblicata per la prima volta nell'aprile 1988 su Weekly Young Sunday. Seinen. - 5. Change (チェンジ?, Chenji) — Pubblicata per la prima volta nel novembre 1985 su Shōnen Sunday. Shōnen. - 6. Uno in più (プラス1?, Purasu Wan) — Pubblicata per la prima volta nel giugno 1986 su Ciao. Shōjo. - 7. Murasaki (むらさき?, Murasaki) — Pubblicata per la prima volta nel giugno 1985 su Ciao. Shōjo. - 8. Una storia confusa… (なにがなんだか?, Nani ga Nanda ka) (due parti) — Pubblicata per la prima volta nel gennaio 1985 su Shōnen Big Comic. Shōnen. |                                   |                                               |

### Short program 2
| Nº Ja | Nº It | Titolo italiano Giapponese 「Kanji」 - Rōmaji | Data di prima pubblicazione     | Data di prima pubblicazione                    |
| Nº Ja | Nº It | Titolo italiano Giapponese 「Kanji」 - Rōmaji | Giapponese                      | Italiano                                       |
| 2     | 3-4   | Short program 2 (Short program 3 - Short program 4) 「ショート・プログラム 2: あだち充傑作短編作品集」 - Shōto puroguramu 2 : adachi takashi kessaku tanpen sakuhin shū | giugno 1996 ISBN 978-4091218810 | 1º aprile 2001 1º maggio 2001 26 novembre 2008 |
| 2     | 3-4   | Capitoli - 1. Prima che venga la Primavera… (春が来る前に…?, Haru ga kuru mae ni…) — Pubblicata per la prima volta nell'aprile 1992 su Petit Comic. Josei. - 2. Inseguire una nuova stella (若葉マーク?, Wakaba māku) — Pubblicata per la prima volta nel gennaio 1995 su Shōnen Sunday. Shōnen. - 3. Il viaggio interrotto (途中下車?, Tochūgesha) — Pubblicata per la prima volta nel settembre 1994 su Weekly Young Sunday. Seinen. - 4. 5×4 P (テイク・オフ?, Teiku ofu) — Pubblicata per la prima volta tra luglio e settembre 1992 su Big Comic Superior. Seinen. - 4.1. Una storia poco chiara… - 4.2. Ne vuole un altro - 4.3. Senta, signore… - 4.4. Cream soda - 4.5. Uccellino senza gabbia - 5. Sisma di quarto grado (震度4?, Shindo yon) — Pubblicata per la prima volta nel luglio 1988 su Shōnen Sunday. Shōnen. - 6. Schiaccia il campione (エースをつぶせ!?, Ēsu o tsubuse!) (due parti) — Pubblicata per la prima volta nel giugno 1986 su Shōgaku Shinen Sei. - 7. Squilli di Primavera (スプリング・コール?, Supuringu kōru) — Pubblicata per la prima volta nell'aprile 1993 su Shōnen Sunday. Shōnen. - 8. Primavera, addio (ゆく春?, Yuku haru) — Pubblicata per la prima volta nel maggio 1993 su Big Comic Spirits. Seinen. - 9. La strada del ritorno (帰り道?, Kaeri michi) (due parti) — Pubblicata per la prima volta tra ottobre e novembre 1989 su Young Sunday. Seinen. - 10. Finale di partita (サヨナラゲーム?, Sayonara gēmu) — Pubblicata per la prima volta nell'estate 1991 su Big Comic. Seinen. |                                 |                                                |

### Short program 3
| Nº | Titolo italiano Giapponese 「Kanji」 - Rōmaji | Data di prima pubblicazione     | Data di prima pubblicazione |
| Nº | Titolo italiano Giapponese 「Kanji」 - Rōmaji | Giapponese                      | Italiano                    |
| 3  | Short program 3 「ショート・プログラム 3: あだち充傑作短編作品集」 - Shōto puroguramu 3 : adachi takashi kessaku tanpen sakuhin | luglio 2007 ISBN 978-4091278739 | 22 dicembre 2008            |
| 3  | Capitoli - 1. Gli zoccoli di legno e il diamante (下駄とダイヤモンド?, Geta to daiyamondo) — Pubblicata per la prima volta nel maggio 1999 su Young Sunday. Seinen. - 2. Come parlare al vento (どこ吹く風?, Doko fuku kaze) — Pubblicata per la prima volta nel febbraio 1992 su Big Comic Spirits. Seinen. - 3. Il martello dell'angelo (天使のハンマー?, Tenshi no hanmā) — Pubblicata per la prima volta nel marzo 1998 su Big Comic. Seinen. - 4. Memory off (メモリーオフ?, Memorī ofu) (due parti) — Pubblicata per la prima volta tra giugno e luglio 2000 su Shōnen Sunday. Shōnen. - 5. Un'Estate bianca (白い夏?, Shiroi natsu) — Pubblicata per la prima volta tra agosto e settembre 2002 su Shōnen Sunday. Shōnen. - 6. Un mare quadrato (四角い海?, Shikakui umi) — Pubblicata per la prima volta nel luglio 1989 su Shōnen Sunday. Shōnen. - 7. Idol A (アイドルA?, Aidoru A) (tre episodi) — Pubblicata per la prima volta tra il 2005 e il 2007 su Young Sunday. Shōnen. - 8. Il dio scomparso (逃げた神様?, Nige ta kamisama) — Pubblicata per la prima volta nell'ottobre 2005 su Big Comic. Seinen. - 9. Short mail (ショートメール?, Shōto mēru) — Pubblicata per la prima volta nell'inverno 2006 su Shōnen Sunday Super. Shōnen. |                                 |                             |

### Short program: Girl's type
| Nº | Titolo italiano Giapponese 「Kanji」 - Rōmaji | Data di prima pubblicazione        | Data di prima pubblicazione             |
| Nº | Titolo italiano Giapponese 「Kanji」 - Rōmaji | Giapponese                         | Italiano                                |
| 4  | Short Program: Girl's type 「ショートプログラム ガールズタイプ」 - Shōto puroguramu gāruzu taipu | 11 maggio 2009 ISBN 978-4091216748 | 18 dicembre 2014 ISBN 978-88-6920-131-8 |
| 4  | Capitoli - 1. La parola di uno scroccone (1ª parte) (居候よりひとこと?, Isōrō yori hitokoto) — Pubblicata per la prima volta nel 1978 su Weekly Shōjo Comic. - 2. La parola di uno scroccone (2ª parte) (続・居候よりひとこ?, Zoku isōrō yori hitokoto) - 3. È dura essere uno scroccone (?, 居候はつらい, Isōrō wa tsurai yo) - 4. La dichiarazione (恋人宣言?, Koibito sengen) - 5. Season - 6. I due assi (エースふたり?, Ēsu futari) — Pubblicata per la prima volta nel 1978 su Weekly Shōjo Comic. - 7. Un pugno per capriccio (気まぐれパンチ?, Kimagure panchi) — Pubblicata per la prima volta nel 1978 su Weekly Shōjo Comic. |                                    |                                         |